# Kållandsö
Kållandsö ( pronúncia) é uma ilha da província histórica da Gotalândia Ocidental, situada no sul do Lago Vener.
Tinha 1 100 habitantes, em 2005, e uma área de 61 km2.
Pertence ao município de Lidköping.
Está ligada à terra firme pela ponte de Ullersund. É bastante procurada pelos turistas, para visitarem o Castelo de Läckö.